# 钩形肖峭
钩形肖蛸（学名：[Tetragnatha aduncata] 错误：{{Lang}}：文本有斜体标记（帮助））为肖峭科肖峭属的动物。在中国大陆，分布于云南等地。该物种的模式产地在云南。